# Tatjana Lolova
Tatjana Lolova, bolgárul: Татяна Лолова (Szófia, 1934. február 10. – Szófia, 2021. március 22.) bolgár színésznő.

## Élete
1934. február 10-én Szófiában született. Anyja orosz-ukrán származású volt, apja könyvelőként dolgozott. 1955-ben szerzett színművészeti diplomát. 1955–56-ban a ruszei színházban kezdte pályafutását. 1956-tól az újonnan alakult Szatirikus Színház társulatának tagja lett. 1977 és 1989 között a Szófia Színház művésze volt, majd 1989-ben visszatért a Szatirikus Színházba.
2021. március 22-én hunyt el koronavírus-fertőzés következtében.

## Filmjei
- Последният рунд (1961)
- Невероятна история (1961)
- Семейство Калинкови (1966, 12 epizódban)
- Случаят Пенлеве (1968)
- Madarak és agarak (Птици и хрътки) (1969)
- Петимата от „Моби Дик“  (1970)
- Goya (Гоя или Тежкият път на познанието) (1971)
- Udvarol a nagypapa (Сиромашко лято) (1973)
- Вечни времена (1974)
- Mindennap más gyereke (Къщи без огради) (1974)
- Az utolsó agglegény (Последният ерген) (1974)
- Откъде се знаем (1975, rövidfilm)
- Щурец в ухото (1976)
- Звезди в косите, сълзи в очите (1977)
- Mindent bele, csak rá ne fázzunk (Топло) (1978)
- Sok szerencsét, felügyelő! (Бон шанс, инспекторе!) (1983)
- Опасен чар (1984)
- 13-та годеница на принца (1987)
- Les caquets de l'accouchée (1991, tv-film)
- Макаров (1993)
- Бандитска приказка (1993, rövidfilm)
- Любовни сънища (1994)
- Hors limites (1996, két epizódban)
- Разговор с птици (1997)
- A világvége után (След края на света) (1998)
- Търси се екстрасенс (2002)
- Utazás Jeruzsálembe (ътуване към Йерусалим) (2003)
- Летете с Росинант (2007)
- Приключенията на един Арлекин (2008)
- Сбогом, мамо (2010)
- Домашен арест (2011–2013, 86 epizódban)
- Donne in gioco (2013, tv-film)
- Българска рапсодия (2014)
- Бартер (2016)
- Лили Рибката (2017)